# Kill to Get Crimson
Kill to Get Crimson är Mark Knopflers femte soloalbum, utgivet den 17 september 2007. Låtarna "True Love Will Never Fade" och "Punish the Monkey" gavs ut som singlar i Europa respektive USA/Kanada.
Bilden på omslaget är tagen från målningen "Four Lambrettas and Three Portraits of Janet Churchman", målad av John Bratby 1958.

## Låtlista
Samtliga låtar skrivna av Mark Knopfler.
1. "True Love Will Never Fade" - 4:21
2. "The Scaffolder’s Wife" - 3:52
3. "The Fizzy and the Still" - 4:07
4. "Heart Full of Holes" - 6:36
5. "We Can Get Wild" - 4:17
6. "Secondary Waltz" - 3:43
7. "Punish the Monkey" - 4:36
8. "Let It All Go" - 5:17
9. "Behind With the Rent" - 4:46
10. "The Fish and the Bird" - 3:45
11. "Madame Geneva’s" - 3:59
12. "In the Sky" - 7:29

## Medverkande
- Mark Knopfler – sång, gitarr
- Guy Fletcher – keyboards
- Glenn Worf – bas
- Danny Cummings – trummor, slagverk

Övriga:
- Ian Lowthian – dragspel
- John McCusker – fiol, cittra
- Frank Ricotti – vibrafon
- Chris White – flöjt, saxofon, klarinett
- Steve Sidwell – trumpet